# MaiJazz
MaiJazz es un festival internacional de jazz en Stavanger, Noruega.
Desde 1989, realiza 40 conciertos en 20 lugares de Stavanger y sus alrededores, con una capacidad de entre 80 y 1 800 personas. Los músicos que han actuado en el festival incluyen a Pat Metheny, Jan Garbarek, Gotan Project, Nils Petter Molvær, St. Germain, Dee Dee Bridgewater, Youssou N'dour, Joshua Redman, Chick Corea, Herbie Hancock y Bobby McFerrin.
En 2014, se presentaron músicos como: Pat Metheny, Tierney Sutton, Lizz Wright, Ron Carter, Arild Andersen, Nik Bartsch, Tord Gustavsen, Crossing Borders de Phil McDermott, Pixel, In the Country y JøKleBa, The Thing.